# Политипический вид
Политипический вид (комплексный вид) — биологический вид, который включает несколько генетически различающихся, часто изолированных форм (например, подвидов, рас), что отражает происходящие в данный момент процессы видообразования. Не политипический вид называют монотипическим.
Иногда политипический вид является комплексом видов-двойников: например, в случаях одуванчика Taraxacum officinale или манжетки Alchemilla vulgaris, в пределах которых описано очень много видов. Когда недостаток биологических данных не позволяет разделить очевидно искусственный гетерогенный таксон, часто используется термин «комплексный вид».
Большинство биологических видов на Земле — политипические.